# Edmond Perrier
Edmond Perrier (Tulle, 19 maggio 1844 – Parigi, 31 luglio 1921) è stato uno zoologo francese.

## Biografia
Jean Octave Edmond Perrier, nato il 9 maggio 1844 a Tulle e morto il 31 luglio 1921 a Parigi, è stato uno zoologo e anatomista francese. Anche il fratello, Rémy Perrier (Tulle, 14 giugno 1861 - Chaunac, 27 giugno 1936), è stato uno zoologo di fama. 
Edmond Perrier fece i suoi studi presso il collège di Tulle e poi a Parigi, al Lycée Bonaparte (oggi Condorcet). Ammesso nel 1864 alla École normale supérieure, segue in particolare i corsi di zoologia di Henri de Lacaze-Duthiers (1821-1901). Nel 1866 ottiene la licence ès sciences mathématiques et physiques e l'anno seguente l'agrégation de sciences physiques et naturelles.
Insegna inizialmente al Liceo di Agen, anche se già dal 1868 ottiene un posto di aiuto-naturalista al Muséum national d'histoire naturelle, grazie all'intercessione di Lacaze-Duthiers, divenendo anche docteur ès sciences naturelles nel 1869. Sostituisce il suo vecchio professore alla École normale supérieure nel 1872. Nel 1876 ottiene la cattedra di Histoire naturelle des mollusques, des vers et des zoophytes (Storia naturale dei molluschi, del vermi e degli zoofiti) al Muséum e nel 1879 diventa presidente della Société zoologique de France. Tra il 1880 e il 1885 partecipa a diverse spedizioni di biologia marina a bordo delle navi Travailleur e Talisman. Acquisisce così una fama internazionale di specialista della fauna marina. Il  12 dicembre 1892, viene eletto membro della Académie des sciences nelle sezioni di anatomia e di zoologia (ne diventerà presidente nel 1915).  Nel 1900, assume la direzione del Muséum, funzione che occuperà fino al 1919. Dal 1903 è titolare della cattedra di anatomia comparata.

## Il pensiero
Edmond Perrier ha studiato principalmente gli echinodermi e gli anellidi. Si è interessato anche alla teoria dell'evoluzione sviluppata da Jean-Baptiste Lamarck (1744-1829) e Charles Darwin (1809-1882). I suoi lavori hanno sostenuto la dottrina trasformista, e tra le versioni di Lamarck e quella di Darwin egli ha sempre optato per quest'ultima. È stato autore di numerose opere, principalmente sugli invertebrati e sulla filosofia zoologica, e ha pubblicato un gran numero di articoli sulle riviste periodiche specializzate, come la Revue scientifique. È stato un fautore della divulgazione scientifica. È citato da Durkheim nella Divisione del lavoro sociale (1893) e utilizzato dai sociologi organicisti.